# Tomorrow's Child
 (août 2024).
Pour plus de détails, voir Fiche technique et Distribution.
Tomorrow's Child est un téléfilm américain réalisé par Joseph Sargent, diffusé en 1982. Il a été diffusé en France en 1997 sur la chaîne Arte sous le titre L'enfant de demain.

## Résumé
La femme d'un scientifique est amenée à faire croire à ses proches qu'elle est enceinte. En fait, l'embryon a été créé artificiellement et se développe dans un incubateur.

## Fiche technique
- Première diffusion : 22 mars 1982 (USA)
- Genre : Drame
- Durée : 100 minutes (1h40)

## Distribution
- Stephanie Zimbalist : Key Spence
- William Atherton : Jim Spence
- Bruce Davison : Cliff Bender
- Ed Flanders : Anders Stenslund
- Salome Jens : Laura Pressburg
- James Shigeta : Donald Shibura
- Susan Oliver : Marilyn Hurst
- Arthur Hill  : Dr. Glenn Gorham
- Teddi Siddall : Janice Bender
- J. Víctor López  : Roy
- Jerry McNeely  : Dr. Sargent
- Dave Turner : Lieutenant Wolders
- Steven Helm : Homme accidenté (as Stephen Douglas Helm)
- Virginia Bingham : Cheryl
- Virginia Bingham : Nurse